# Cinéma d'Afrique de l'Ouest
Cette page a pour objet le cinéma de l'Afrique de l'Ouest.

## Burkina Faso
Le Burkina Faso se distingue avec Idrissa Ouedraogo, réalisateur de "Yaaba" (1988), "Tilaï" (1990), "Karim et Sala" (1991), "Samba Traoré" (1992), "Le Cri du cœur" (1994), "Kini et Adams" (1997) et "La Colère des dieux" (2003).

## Mali
Le Mali est représenté par les réalisateurs Souleymane Cissé, né à Bamako en 1940, réalisateur entre autres de "Den Muso" (1974), "Baara" (1978), "Fynié" (1982), "Yeelen" (1987) et "Waati" (1995) et Abderrahmane Sissako, né en Mauritanie et réalisateur de "La vie sur terre" (1998), "Heremakono" (2002) et Bamako (2006). 

## Niger
Le Niger est représenté par des cinéastes comme Moustapha Alassane (Le retour d'un aventurier, FVVA), Oumarou Ganda (Le wazou polygame, Saytane, Cabascabo) et Djingareye Maiga (Nuages noirs).

## Sénégal
Le Sénégal est représenté par des réalisateurs comme Sembène Ousmane : "La Noire de..." (1966), "Mandabi" (le Mandat) (1968), "Emitaï" (1971) "Xala" (1974), "Ceddo" (1977), "Camp de Thiaroye" (1988), "Guelwaar" (1992), "Faat Kiné" (2000) pour ne citer que les longs métrages et Djibril Diop Mambéty, réalisateur notamment de "Hyènes" (1992).

## Festivals
- Le Festival panafricain du cinéma et de la télévision de Ouagadougou (FESPACO), créé en 1969, est devenu biennal et est la plus grande manifestation cinématographique du continent africain.
- Le FESNACI, créé en 2007 en Côte d'Ivoire.

## Expansion du cinéma ouest-africain
Le cinéma ouest africain a connu une grande expansion. En effet depuis 2004 le cinéma d'Afrique de l'Ouest a vu naître une structure de production audiovisuelle localisée à Cotonou au Bénin qui a pour particularité le doublage, et surtout celui des télénovellas d'Amérique du Sud, dont La Chacala, une série télévisée de la chaîne de télé mexicaine TV Azteca.